# Utmärkelse

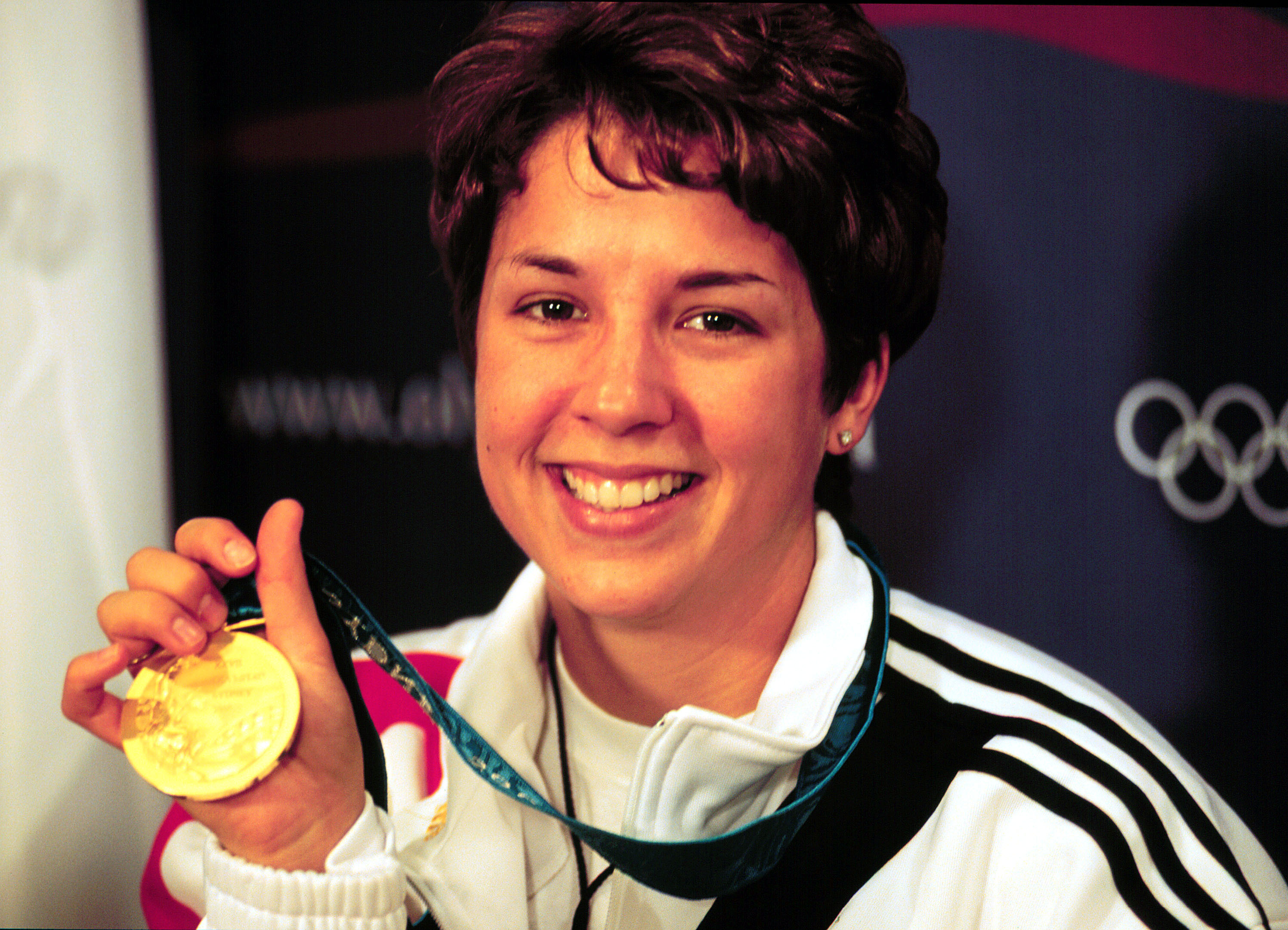
Nancy Johnson fick en guldmedalj för segern i 10 m luftgevär vid OS år 2000.

En utmärkelse eller ett pris är något som delas ut till en person, eller en grupp, för att uppmärksamma och belöna hedervärda handlingar eller bedrifter. Ofta får pristagaren en penningsumma samt någon form av symbol för utmärkelsen till exempel en statyett, ett diplom eller en medalj. Vissa pris/priser, såsom nobelprisen, Ballon d'Or eller Oscarutmärkelserna, delas ut vid särskilda storslagna ceremonier. Pris delas ut inom olika genrer, och det finns filmpris, konstpris, musikpris, idrottspris och litteraturpris.

## Källhänvisningar
1. ↑  "pris". NE.se. Läst 22 januari 2015.
2. ↑  "nobelpris". NE.se. Läst 22 januari 2015.